# 氷川きよし・演歌名曲コレクション15〜情熱のマリアッチ〜
『氷川きよし・演歌名曲コレクション15〜情熱のマリアッチ〜』は、日本の演歌歌手氷川きよしのアルバムである。2011年11月23日発売。発売元は日本コロムビア。

## 概要
Aタイプは初回完全限定のスペシャル盤でCD+DVD。Bタイプは通常盤でCDのみ。
AタイプDVDには「冬の月」のPVが収録された。
いずれも、豪華歌詩ブックレット付。Aタイプ・Bタイプ共に絵柄別のスペシャルステッカーを封入。
Aタイプ・Bタイプ共に、ジャケット写真及び歌詩ブックレットの内容はそれぞれ異なる。

## 収録曲
1. 情熱のマリアッチ　[4:59]
作詩︰水木れいじ／作曲：水森英夫／編曲：伊戸のりお
2. 冬ものがたり　[5:10]
作詩：石原信一／作曲：円広志／編曲：伊戸のりお
3. 寒紅梅(かんこうばい)　[4:46]
作詩：下地亜記子／作曲：杜奏太朗／編曲：伊戸のりお
4. りんごの里から　[3:27]
作詩：小野塚清一／作曲：桧原さとし／編曲：南郷達也
5. かずら橋旅唄　[4:31]
作詩：かず翼／作曲：宮下健治／編曲：南郷達也
6. 獅子　[4:34]
作詩：かず翼／作曲：大谷明裕／編曲：宮崎慎二
7. 人生峠　[3:55]
作詩：宮原哲夫／作曲：小松原てるを／編曲：石倉重信
オリジナル歌唱:村田英雄
8. 夜のプラットホーム　[3:24]
作詩：奥野椰子夫／作曲：服部良一／編曲：石倉重信
オリジナル歌唱:二葉あき子
9. 有楽町で逢いましょう　[3:37]
作詩：佐伯孝夫／作曲：吉田正／編曲：石倉重信
オリジナル歌唱:フランク永井
10. 若いふたり　[3:25]
作詩：杉本夜詩美／作曲：遠藤実／編曲：石倉重信
オリジナル歌唱:北原謙二
11. 港が見える丘　[3:30]
作詩・作曲：東辰三／編曲：石倉重信
オリジナル歌唱:平野愛子
12. 越後獅子の唄　[3:54]
作詩：西条八十／作曲：万城目正／編曲：石倉重信
オリジナル歌唱:美空ひばり